# 声門
声門（せいもん、英: glottis）とは、左右の声帯とそれらの間の空間（声門裂）とをまとめていう。

## 構造

### 声門裂
声門裂（、英: rima glottidis）は左右の声帯ヒダによってつくられる間隙（空間）である。間隙の幅は変化する（開閉する）。声門裂を上あるいは下から見たときの総面積を声門面積という。

## 機能
声門裂を空気が流れることで声帯が振動し、音が産み出される。その振動音の音質を「声」と呼ぶ。
声帯振動は、母音および有声子音にとって不可欠な要素である。左右の声帯が離れていれば、その間を空気が流れても振動が起きることはない。無声子音の産出時の状態がこれである。
声門だけが関わって産出される音声を「声門音」という。英語には h で綴られる無声声門摩擦音があるほか、多くの英語方言では音素 /t/ （方言によっては /k/ や /p/ も）の異音として声門閉鎖（左右の声帯を互いに押し付けることでできる）が用いられる。いくつかの言語では声門閉鎖音を音素としてもつ。
オーストラリアの楽器ディジュリドゥーの熟達した奏者たちは、楽器のもつ音色の全域を出すために声門の開き具合を制限している。
声門は、バルサルバ効果においても重要な役割を果たす。

## 運動

### 声門面積
声門裂全体の大きさ（面積）を声門面積（英: Glottal Area）という。有声音の発生時には対になる声帯が離反・接近を繰り返すことで声門面積が拡大・縮小を繰り返す。

### 声門後部間隙
声門後部間隙 (英: Posterior Glottal Chink; PGC) は声門開閉時の部分的未閉鎖である。生理・病理（例: 声門閉鎖不全）ともに見られる。

### 前後位相差
前後位相差（英: Longitudinal phase difference、英: Anterior-Posterior phase difference）は声門開閉位相の位置による位相差である。後部が先行して開きながら遅れて閉じるタイプをジッパー様運動（英: zipper-type glottal opening）という。
ほぼ全ての若年女性ではジッパー様運動がみられ、これは男性・壮年女性では稀である。

### 声門体積速度
声門体積速度（、英: glottal volume velocity）は声門を通過する気流の体積速度である。
声門体積速度 {\displaystyle U_{g}} は声門における気流の体積流量である。体積速度の一種であるため、単位は立方メートル毎秒 {\displaystyle m^{3}/s} である。声道内で平面進行波として近似できる低い周波数において、声門体積速度は声門面積と声門での粒子速度との積になる。
声門体積速度 {\displaystyle U_{g}} は声門の開閉状態や粒子速度に応じて変化する。開閉状態や粒子速度は短時間で変化するため、呼吸や発声の理解において {\displaystyle U_{g}} の時間変化に着目する場合が多い。時間の関数であることを強調あるいは区別するため、声門体積速度の時間変化波形は声門音源波形（、英: waveform of glottal sound source） {\displaystyle U_{g}(t)} と呼ばれる。
声門音源波形は様々な別名で呼ばれる。以下はその一例である：
- 声帯音源波形（、英: glottal source waveform）[17]
- 喉頭音源波形（、英: waveform of laryngeal sound source）[18]
- 喉頭原音（、英: glottal sound）[19]
- 声門体積流（、英: glottal volume flow）[20][21]

## 病理

### 声門閉鎖不全
声門閉鎖不全は声門が正常に閉鎖せず左右の声帯に隙間が出来る症状である。

## 画像

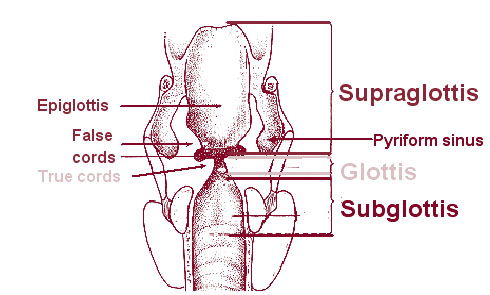
喉頭
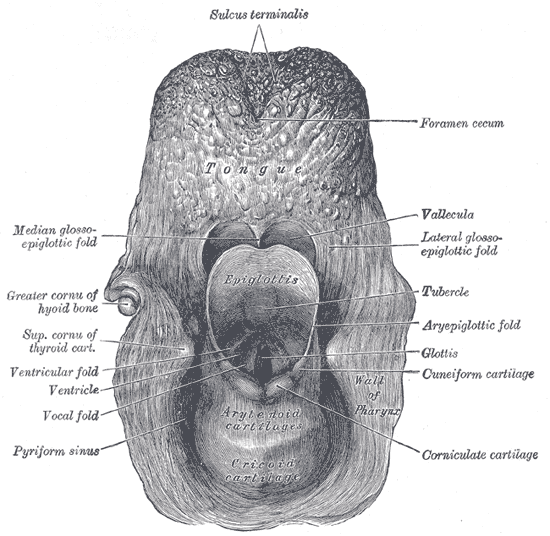
喉頭の入り口部分（背後から見た図）
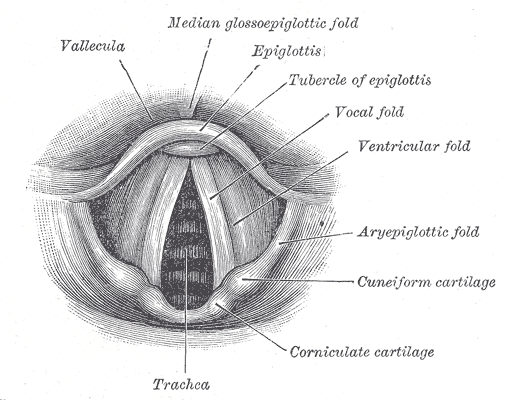
喉頭の入り口部分
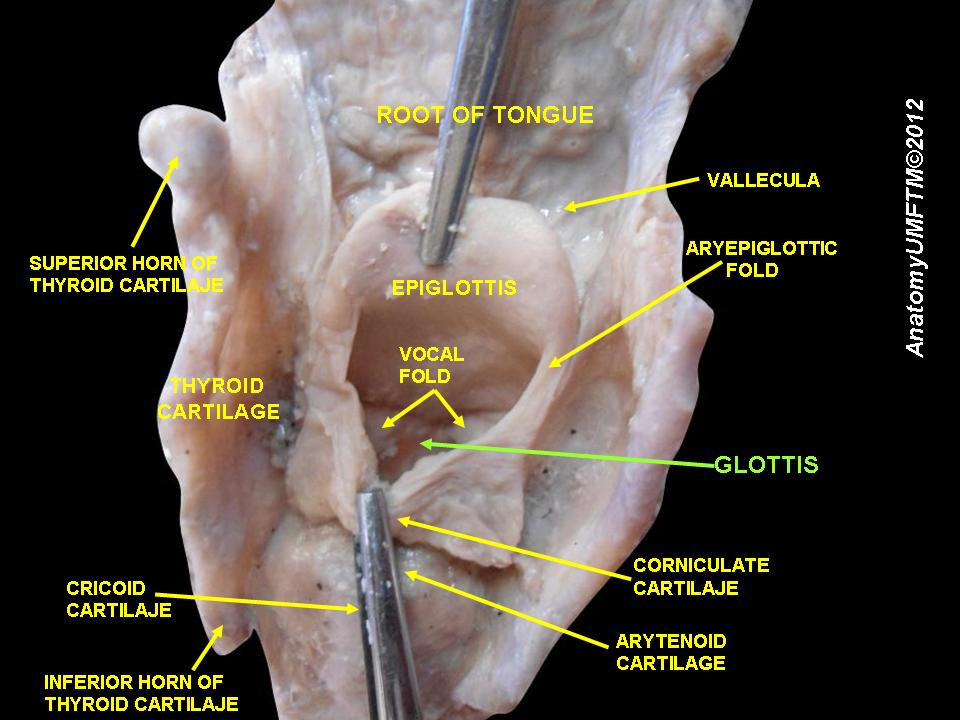
声門（緑の矢印）